# Will Perdue
William Edward Perdue, detto Will (Melbourne, 29 agosto 1965), è un ex cestista statunitense, professionista nella NBA.

## Carriera
È stato selezionato dai Chicago Bulls al primo giro del Draft NBA 1988 (11ª scelta assoluta).

## Statistiche

### College
| Anno      | Squadra          | PG  | PT | MP   | TC%  | 3P% | TL%  | RP   | AP  | PRP | SP  | PP   |
| --------- | ---------------- | --- | -- | ---- | ---- | --- | ---- | ---- | --- | --- | --- | ---- |
| 1983-1984 | Vand. Commodores | 17  | 0  | 6,5  | 46,7 | -   | 44,4 | 2,2  | 0,1 | 0,1 | 0,2 | 2,7  |
| 1985-1986 | Vand. Commodores | 22  | -  | 8,2  | 58,5 | -   | 43,8 | 2,8  | 0,2 | 0,1 | 0,6 | 3,5  |
| 1986-1987 | Vand. Commodores | 34  | -  | 30,4 | 59,9 | -   | 61,8 | 8,7  | 1,5 | 0,4 | 2,1 | 17,4 |
| 1987-1988 | Vand. Commodores | 31  | -  | 32,7 | 63,4 | -   | 67,3 | 10,1 | 2,6 | 0,4 | 2,4 | 18,3 |
| Carriera  | Carriera         | 104 | 0  | 22,5 | 60,6 | -   | 62,0 | 6,8  | 1,3 | 0,3 | 1,6 | 12,3 |

### NBA

#### Regular Season
| Anno       | Squadra             | PG  | PT  | MP   | TC%  | 3P%  | TL%  | RP  | AP  | PRP | SP  | PP  |
| ---------- | ------------------- | --- | --- | ---- | ---- | ---- | ---- | --- | --- | --- | --- | --- |
| 1988-1989  | Chicago Bulls       | 30  | 0   | 6,3  | 40,3 | -    | 57,1 | 1,5 | 0,4 | 0,1 | 0,2 | 2,2 |
| 1989-1990  | Chicago Bulls       | 77  | 11  | 11,5 | 41,4 | 0,0  | 69,2 | 2,8 | 0,6 | 0,2 | 0,3 | 3,8 |
| 1990-1991† | Chicago Bulls       | 74  | 3   | 13,1 | 49,4 | 0,0  | 67,0 | 4,5 | 0,6 | 0,3 | 0,8 | 4,1 |
| 1991-1992† | Chicago Bulls       | 77  | 7   | 13,1 | 54,7 | 50,0 | 49,5 | 4,1 | 1,0 | 0,2 | 0,6 | 4,5 |
| 1992-1993† | Chicago Bulls       | 72  | 16  | 13,9 | 55,7 | 0,0  | 60,4 | 4,0 | 1,0 | 0,3 | 0,7 | 4,7 |
| 1993-1994  | Chicago Bulls       | 43  | 6   | 9,2  | 42,0 | 0,0  | 71,9 | 2,9 | 0,8 | 0,2 | 0,3 | 2,7 |
| 1994-1995  | Chicago Bulls       | 78  | 78  | 20,4 | 55,3 | 0,0  | 58,2 | 6,7 | 1,2 | 0,3 | 0,7 | 8,0 |
| 1995-1996  | San Antonio Spurs   | 80  | 22  | 17,5 | 52,3 | 0,0  | 53,6 | 6,1 | 0,4 | 0,4 | 0,9 | 5,2 |
| 1996-1997  | San Antonio Spurs   | 65  | 34  | 29,5 | 56,8 | -    | 57,9 | 9,8 | 0,6 | 0,5 | 1,6 | 8,7 |
| 1997-1998  | San Antonio Spurs   | 79  | 30  | 18,9 | 54,9 | 0,0  | 52,6 | 6,8 | 0,7 | 0,3 | 0,6 | 5,0 |
| 1998-1999† | San Antonio Spurs   | 37  | 1   | 12,0 | 63,3 | -    | 53,8 | 3,7 | 0,5 | 0,2 | 0,3 | 2,4 |
| 1999-2000  | Chicago Bulls       | 67  | 15  | 15,1 | 35,1 | -    | 47,6 | 3,9 | 1,0 | 0,2 | 0,6 | 2,5 |
| 2000-2001  | Portland T. Blazers | 13  | 0   | 4,5  | 66,7 | -    | 50,0 | 1,4 | 0,2 | 0,2 | 0,2 | 1,1 |
| Carriera   | Carriera            | 792 | 223 | 15,6 | 51,5 | 6,7  | 57,7 | 4,9 | 0,8 | 0,3 | 0,7 | 4,7 |

#### Playoffs
| Anno     | Squadra             | PG  | PT | MP   | TC%  | 3P%  | TL%  | RP  | AP  | PRP | SP  | PP  |
| -------- | ------------------- | --- | -- | ---- | ---- | ---- | ---- | --- | --- | --- | --- | --- |
| 1989     | Chicago Bulls       | 3   | 0  | 7,3  | 66,7 | 0,0  | 66,7 | 2,0 | 0,7 | 0,0 | 0,0 | 4,7 |
| 1990     | Chicago Bulls       | 13  | 0  | 6,0  | 46,4 | 50,0 | 72,2 | 1,5 | 0,2 | 0,0 | 0,4 | 3,1 |
| 1991†    | Chicago Bulls       | 17  | 0  | 11,6 | 54,7 | -    | 54,5 | 3,8 | 0,2 | 0,1 | 0,5 | 4,1 |
| 1992†    | Chicago Bulls       | 18  | 0  | 8,7  | 48,6 | 0,0  | 45,0 | 2,2 | 0,5 | 0,2 | 0,6 | 2,5 |
| 1993†    | Chicago Bulls       | 13  | 0  | 7,8  | 50,0 | -    | 50,0 | 2,3 | 0,4 | 0,1 | 0,2 | 1,9 |
| 1995     | Chicago Bulls       | 10  | 2  | 17,6 | 51,4 | -    | 57,1 | 4,8 | 0,6 | 0,1 | 0,3 | 5,0 |
| 1996     | San Antonio Spurs   | 10  | 2  | 24,2 | 69,0 | -    | 80,0 | 7,9 | 0,5 | 0,2 | 0,4 | 7,4 |
| 1998     | San Antonio Spurs   | 9   | 7  | 21,2 | 33,3 | -    | 85,7 | 6,7 | 0,1 | 0,7 | 1,0 | 4,0 |
| 1999†    | San Antonio Spurs   | 12  | 0  | 7,2  | 54,5 | -    | 50,0 | 2,3 | 0,0 | 0,0 | 0,1 | 1,1 |
| 2001     | Portland T. Blazers | 3   | 0  | 1,7  | -    | -    | 0,0  | 0,7 | 0,0 | 0,0 | 0,0 | 0,0 |
| Carriera | Carriera            | 108 | 11 | 11,6 | 52,7 | 25,0 | 63,3 | 3,5 | 0,3 | 0,1 | 0,4 | 3,4 |

## Palmarès
- NCAA AP All-America Third Team (1988)
- Campionato NBA: 4

Chicago Bulls: 1991, 1992, 1993
San Antonio Spurs: 1999